# Жан Дюбюффе
Жан Дюбюффе (фр. Jean Philippe Arthur Dubuffet; 31 липня 1901, Гавр — 12 травня 1985, Париж) — французький художник і скульптор.

## Біографія і творчість

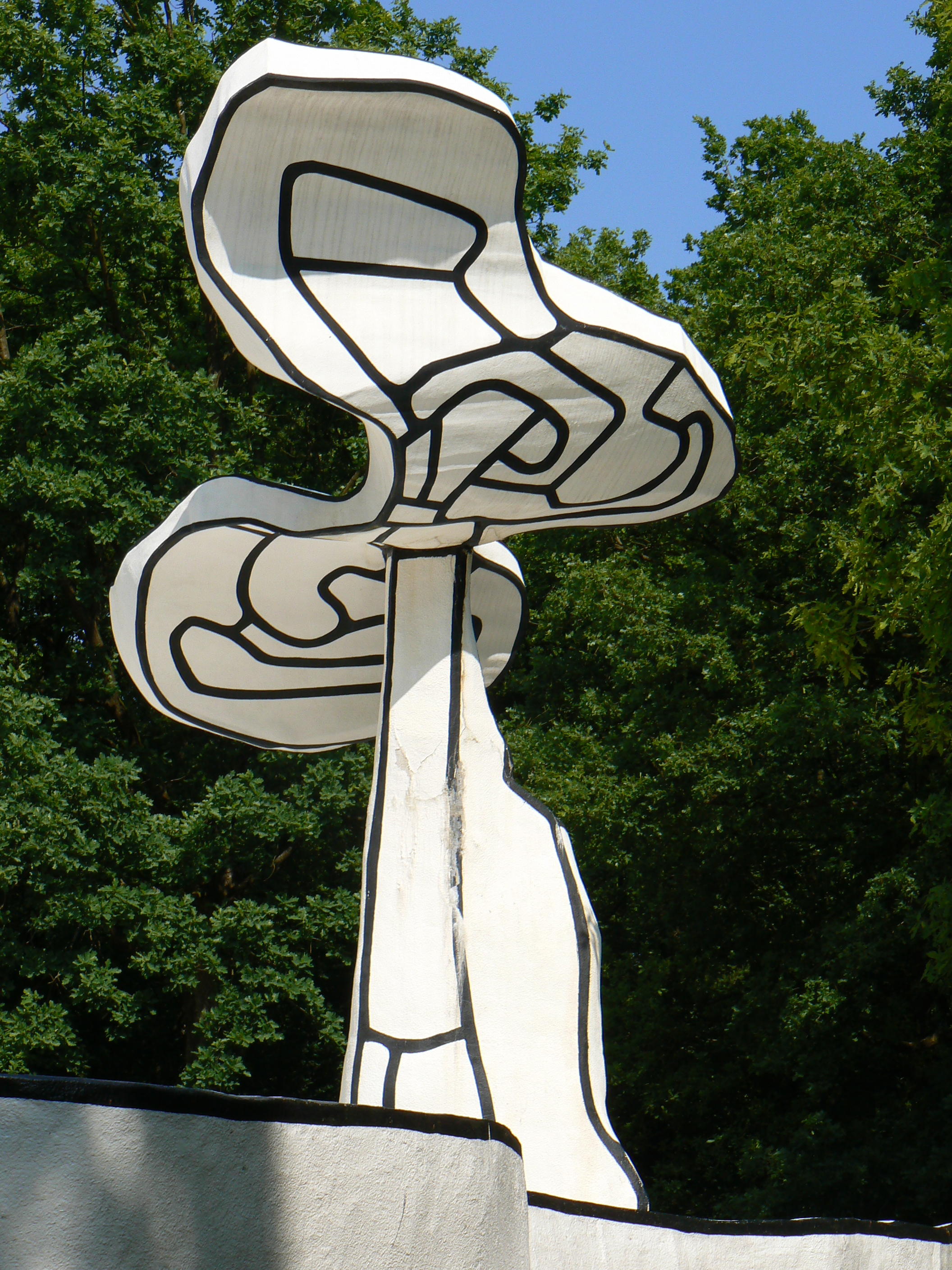
Дюбюффе. Емалевий сад, 1974. Музей Креллер-Мюллер, Нідерланди

Син виноторговців Шарля-Александра Дюбюффе та Жанни-Леоні Паєетт.. Вступив до Гаврського ліцею, де здобув середнб освіту. Серед його однокласників були Арман Салакру, Жорж Лембур та Ремон Кено.. У сімнадцятирічному віці прибув до Парижа, де вступив до Академії Жуліана. Товаришував з Максом Жакобом, Жаном Поланом, Арманом Салакру. Прочитав монографію Ганса Принцгорна «Живопис душевнохворих» (1922), яка справила на нього глибоке враження. Розчарувався у своїх попередніх роботах, в 1925 році повернувся в Гавр, зайнявся родинним бізнесом — виноторгівлею.
До живопису повернувся тільки в 1942, в 1944 році відбулася його перша персональна виставка в паризькій галереї Р. Друена. Був близький до сюрреалістів. Став основоположником Ар Брют — дослівно «грубого» або «сирого» мистецтва, принципово близького до аматорського живопису дітей чи самоуків, що не визнає загальноприйнятих естетичних норм і використовує будь-які підручні матеріали. В 1948 році почав збирати колекцію ар брют (в даний час знаходиться в Лозанні, див  [Архівовано 2 жовтня 2020 у Wayback Machine.]). В 1975 році заснував у Парижі Фонд Дюбюффе.
Після смерті Дюбюффе у 1985 році стали відомі його музичні експерименти з Асгером Йорном, а також письменницький доробок Дюбюффе. Жан Дюбюффе активно спілкувався з багатьма видатними письменниками: Клод Сімон, Жан Полан, Вітольд Гомбрович. З 1954 року Дюбюффе входив до «Колежу патафізики» (фр. Collège de Pataphysique).
Загалом художник створив близько 10 000 робіт, які зазвичай утворюють серії: «Жіночі тіла» (1950), «Маленькі картинки з крил метеликів» (1953), «Маленькі статуї ненадійним життя» (1954), «Феномени» (1958), «Урлуп» (1967) та інші роботи Дюбюффе представлені у найбільших музеях світу (найбільша колекція в Європі належить Фонду Ланген).

## Виставки
- 1944/45 — Галерея Рене Друен (Galerie René Drouin, Париж);
- 1947 — Галерея П'єра Матісса (Pierre Matisse Galerie, Нью-Йорк);
- 1954 — Серкль Вольне (Cercle Volney, Париж);
- 1957 — Замок Морсбройх (Schloss Morsbroich, Леверкузен);
- 1964 — Виставка «L´Hourloupe», Палаццо Ґрассі (Palazzo Grassi, Венеція);
- 1973 — Музей Ґуґґенгайма (Музей Ґуґґенгайма, Нью-Йорк);
- 1980 — Академія мистецтв (Akademie der Künste, Берлін);
- 1980 — Музей сучасного мистецтва (Museum Moderner Kunst, Відень);
- 1980 — Виставковий зал Йозефа Гаубріха (Joseph-Haubrich Kunsthalle, Кельн);
- 1981 — «Виставка до 80-річчя» (Музей Ґуґґенгайма, Нью-Йорк);
- 1985 — Галерея Беєлер (Galerie Beyeler, Базель);
- 1998 — Галерея Карстен Греве (Galerie Karsten Greve, Кельн);
- 2009 — Виставковий зал Гіпо-Культурштифтунг (Kunsthalle der Hypo-Kulturstiftung, Мюнхен);
- 2009 — Галерея Беєлер (Galerie Beyeler, Базель).

## Маніфести
- Asphyxiante culture. Paris: Minuit, 1986.

### Тексти Дюбюффе
- Jean Dubuffet, Prospectus et tous écrits suivants, Tome I, II, Paris 1967; Tome III, IV, Gallimard: Paris 1995.
- Asphyxiante culture, Paris, Jean-Jacques Pauvert éditeur, 1968.
- L'Homme du commun à l'ouvrage, Paris, Gallimard, 1973 Collection Idées.
- Bâtons rompus, Paris, Editions de Minuit, 1986.

### Каталоги
- Catalogue des travaux de Jean Dubuffet — Fascicules I-XXXVIII, Paris, 1965—1991 (з каталогом можна ознайомитися в Центрі Жоржа Помпіду, Париж)

Webel, Sophie, L’Œuvre gravé et les livres illustrés par Jean Dubuffet. Catalogue raisonné. Lebon: Paris 1991.

### Загальна література
- Ragon M. Dubuffet. New York: Grove Press, 1959.
- Selz P. The Work of Jean Dubuffet New York: The Museum of Modern Art, 1962.
- Loreau M. Jean Dubuffet, délits déportements lieux de haut jeu. Paris: Weber, 1971.
- Franzke A. Jean Dubuffet, Basel: Beyeler, 1976.
- Thévoz M. Art brut. New York: Rizzoli, 1976.
- Thévoz M. Jean Dubuffet, Genève: Albert Skira, 1986.
- Glimcher M. Jean Dubuffet: Towards an Alternative Reality. New York: Pace Gallery, 1987.
- Webel S. L'œuvre gravé et les livres illustrés par Jean Dubuffet: catalogue raisonné. Paris: Baudoin-Lebon, 1991.
- Haas M. Jean Dubuffet, Berlin: Reimer, 1997.
- Lageira J. Jean Dubuffet, le monde de l'hourloupe. Paris: Gallimard; Centre Pompidou, 2001.
- Danchin L. Jean Dubuffet. New York: Vilo International, 2001.
- Bonnefoi G. Jean Dubuffet. Caylus: Association mouvements, 2002.
- Jean Dubuffet: Trace of an Adventure / Ed. by Agnes Husslein-Arco. Muenchen: Prestel, 2003.
- Krajewski M. Jean Dubuffet. Studien zu seinem Fruehwerk und zur Vorgeschichte des Art brut. Osnabrueck: Der andere Verlag, 2004.
- Jacobi M. Jean Dubuffet et la fabrique du titre. Paris: CNRS, 2006.